# Lathyrus nudicaulis
Lathyrus nudicaulis é uma espécie do tipo hemicriptófito, de planta com flor, pertencente à família Fabaceae. Ocorre em zonas rupícolas, ripícolas e em zonas de relavados húmidos, florescendo entre os meses de Maio e Julho.
A autoridade científica da espécie é (Willk.) Amo, tendo sido publicada em Mem. Acad. Cienc. Madrid 5: 312. 1861. O basiónimo da espécie é Lathyrus palustris var. nudicaulis Willk.

## Distribuição
Ocorre das regiões Oeste, Norte e Central da Península Ibérica.

## Portugal
Trata-se de uma espécie presente no território português, nomeadamente em Portugal Continental.
Em termos de naturalidade é endémica da Península Ibérica.
Em Portugal Continental ocorre especificamente nas províncias do Baixo Alentejo, do Alto Alentejo e da Estremadura.

## Protecção
Não se encontra protegida por legislação portuguesa ou da Comunidade Europeia.

## Sinónimos
Segundo a Flora Digital de Portugal tem os seguintes sinónimos:
- Lathyrus nudicaulis (Willk.) Samp. f. angustifolius P. Cout.
- Lathyrus palustris L. subsp. nudicaulis (Willk.) P.W.Ball
- Lathyrus palustris L. var. nudicaulis Willk.

Segundo a Flora Ibérica possui ainda os seguintes sinónimos heterotípicos:
- Lathyrus angusticarpus Samp.
- Lathyrus edouardi Sennen
- Lathyrus eliasii Sennen